# Grimacco
Grimacco es una localidad y comune italiana de la provincia de Udine, región de Friuli-Venecia Julia, con 374 habitantes.

## Evolución demográfica
| Gráfica de evolución demográfica de Grimacco entre 1861 y 2001 |
|                                                                |
| Fuente ISTAT - elaboración gráfica de Wikipedia                |

## Galería fotográfica

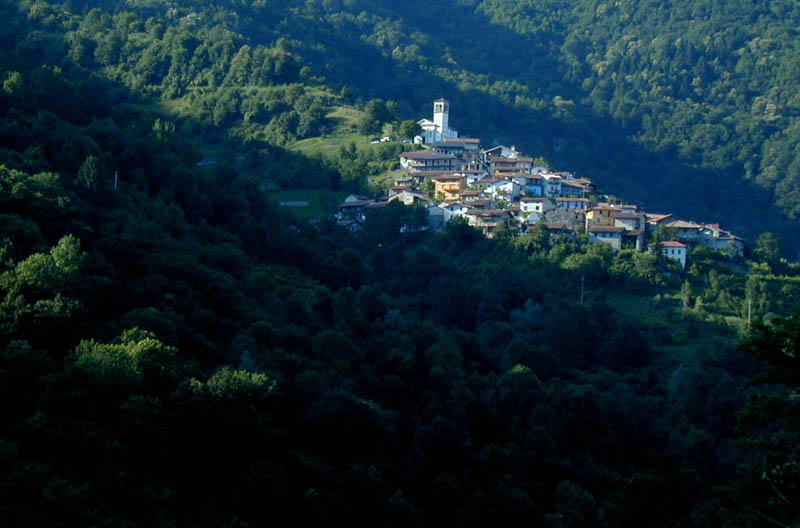
El pueblo de Topolò
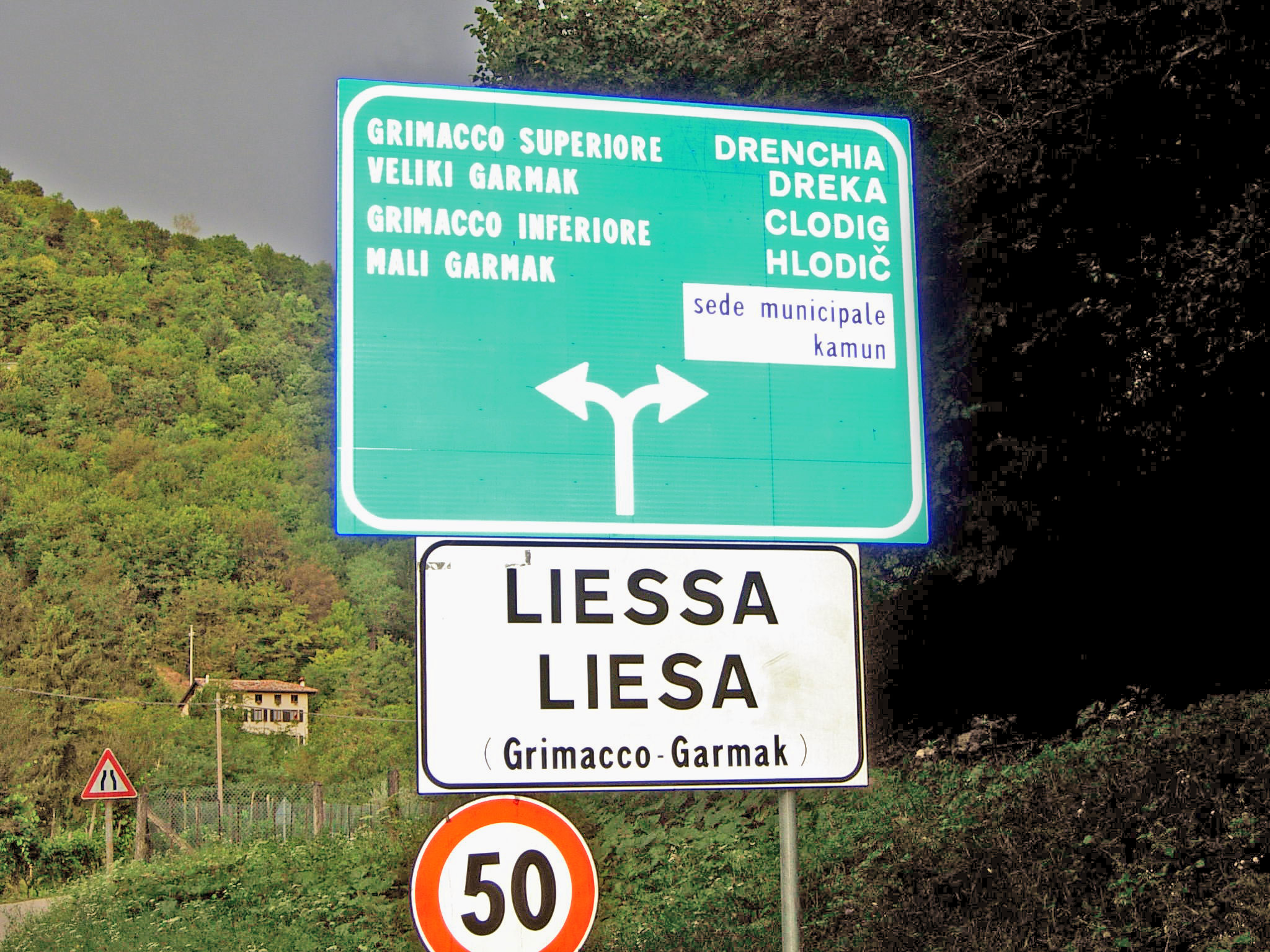
Italiano-Esloveno bilingüismo en Grimacco.
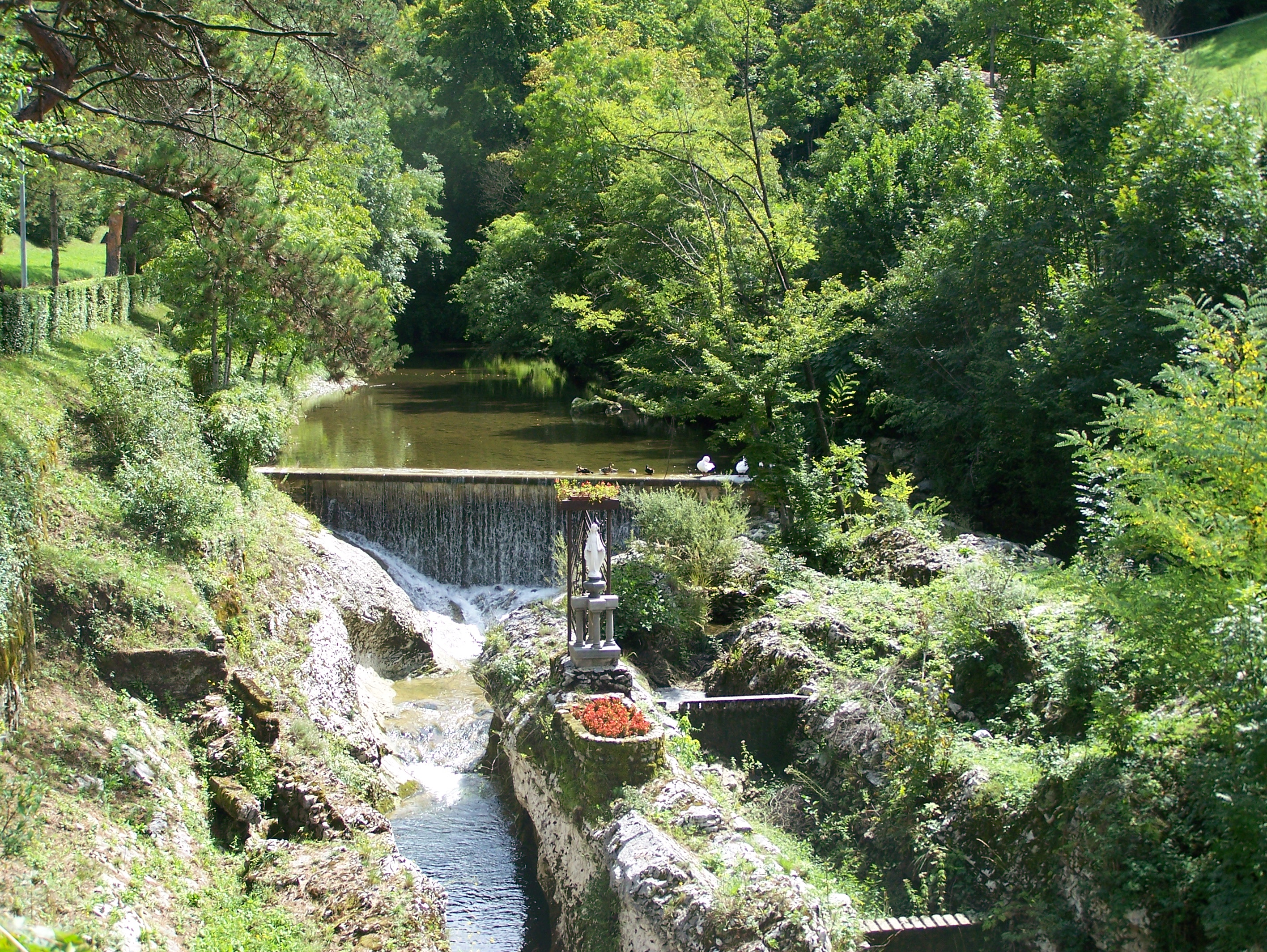
Torrente Rieca en Liessa